# Merolonche
Merolonche is een geslacht van vlinders van de familie Uilen (Noctuidae), uit de onderfamilie Acronictinae.

## Soorten
- M. atlinensis Barnes & Benjamin, 1926
- M. dolli Barnes & McDunnough, 1918
- M. lupini Grote, 1873
- M. spinea Grote, 1876
- M. ursina Smith & Dyar, 1899